# Rauenberg

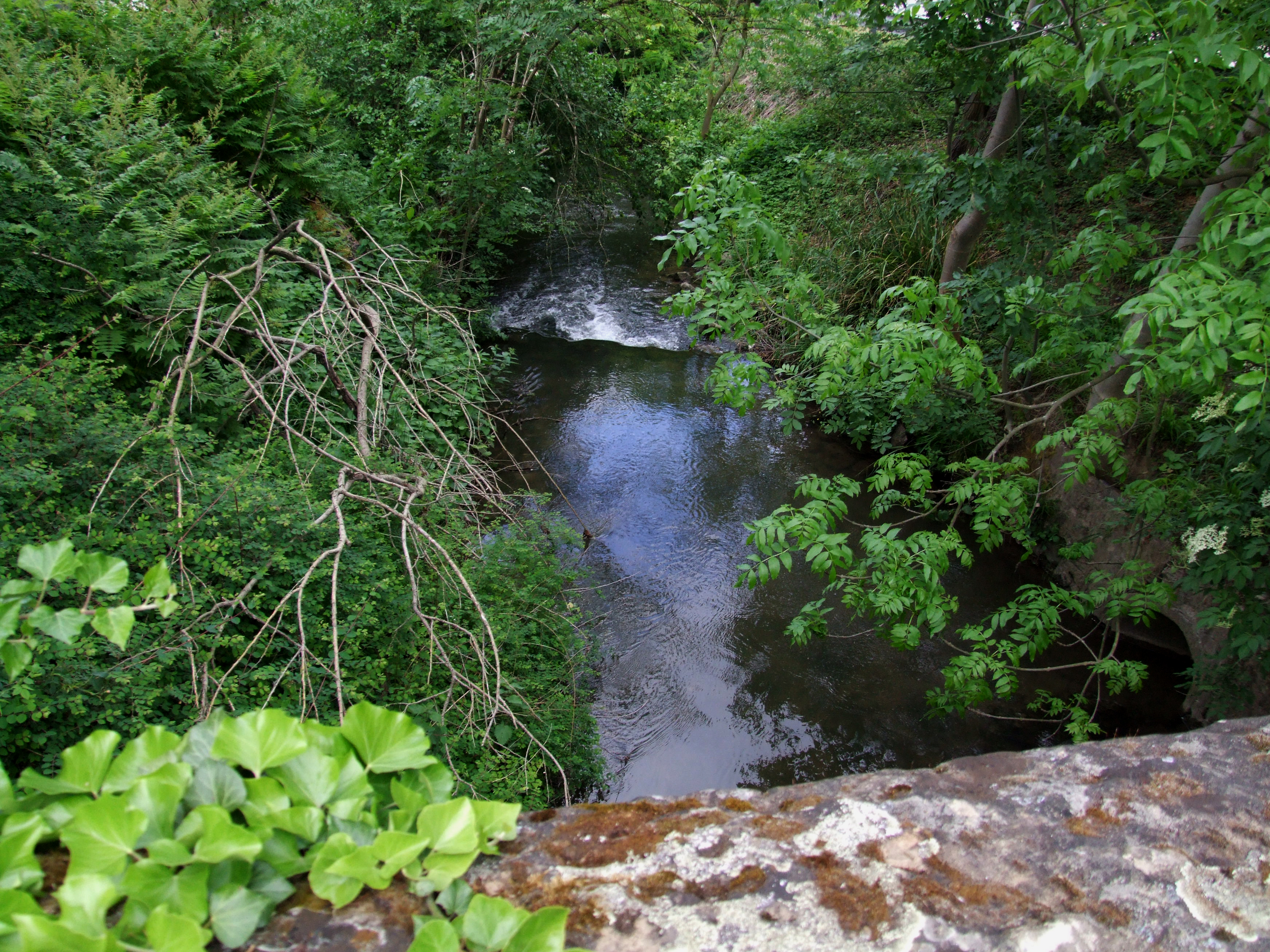
Waldangelbach in Rotenberg

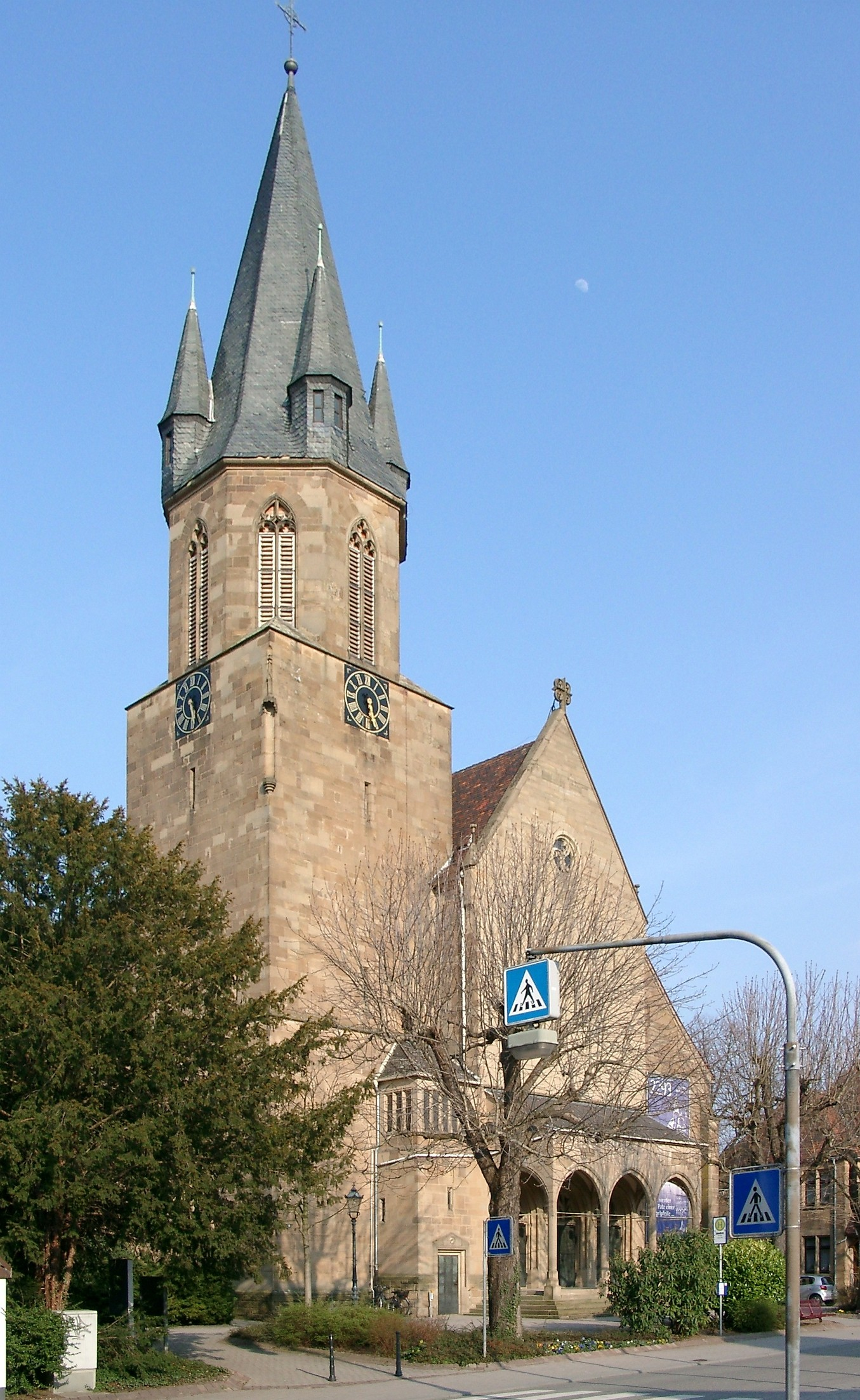
St.-Peter-und-Paul-Kirche in Rauenberg

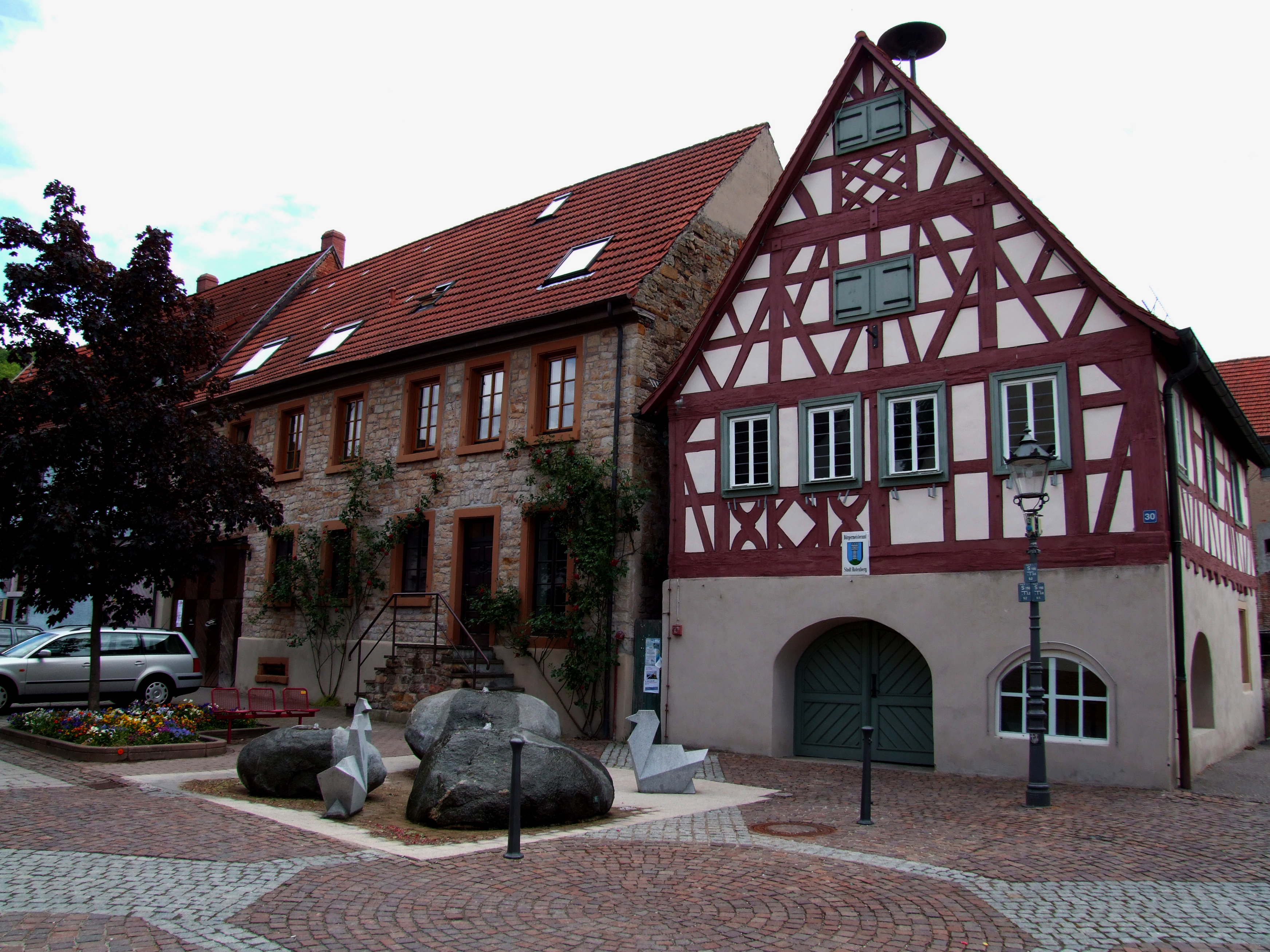
Rathaus im historischen Ortskern Rotenbergs

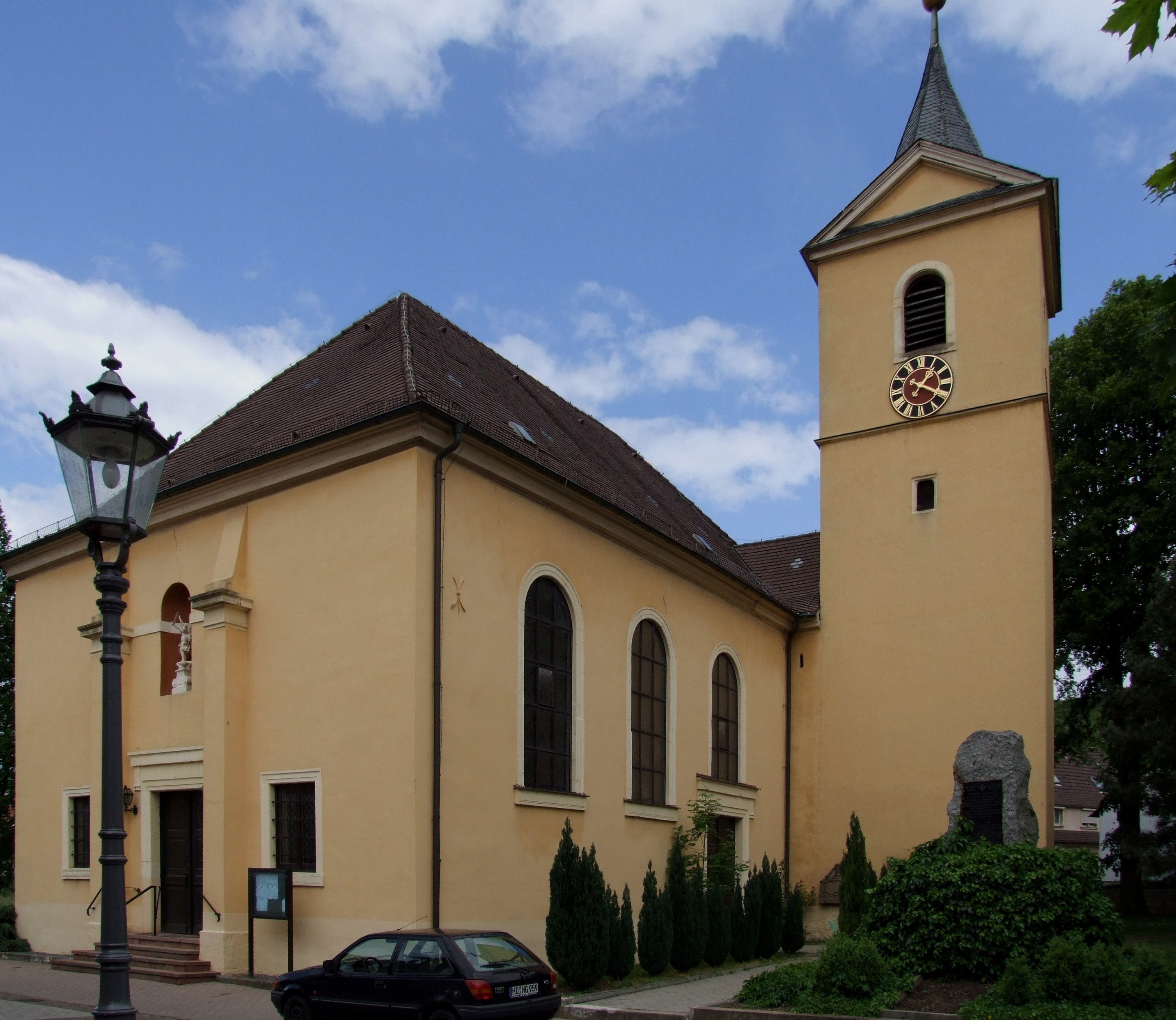
St. Nikolaus in Rotenberg

Rauenberg ist eine Stadt im Rhein-Neckar-Kreis innerhalb des Regierungsbezirks Karlsruhe in Baden-Württemberg. Sie gehört zur europäischen Metropolregion Rhein-Neckar (bis 20. Mai 2003 Region Unterer Neckar und bis 31. Dezember 2005 Region Rhein-Neckar-Odenwald). Rauenberg hat zusammen mit seinen Stadtteilen Rotenberg und Malschenberg über 8000 Einwohner.

## Geographie

### Lage und Naturraum
Die Stadt liegt rund 16 Kilometer südlich von Heidelberg am Ausgang des vom Waldangelbach durchflossenen Angelbachtals in den Oberrheingraben. Das Tal durchläuft zuvor die Hügellandschaft des Kraichgaus, in der unweit noch ein anderes Angelbachtal zieht, das des Gauangelbachs.
Benachbarte Gemeinden, beginnend im Norden im Uhrzeigersinn, sind Wiesloch, Dielheim, Mühlhausen, Malsch und St. Leon-Rot.

### Stadtgliederung
Die Stadt Rauenberg besteht aus den drei Stadtteilen Rauenberg, Rotenberg und Malschenberg. Sie sind räumlich identisch mit den früheren Städten und Gemeinden gleichen Namens, ihre offizielle Benennung erfolgt in der Form „Rauenberg Stadtteil …“. Der Nordwesten der Rauenberger Gemarkung war früher ein eigener Zehntbezirk, weshalb vermutet wird, dass hier eine weitere Siedlung lag.

## Geschichte

### Bis zum 19. Jahrhundert
Rauenberg wurde zum ersten Mal 1303 urkundlich erwähnt. Ausgrabungen zeigten jedoch, dass bereits früher Menschen auf der heutigen Rauenberger Gemarkung siedelten. Im Mittelalter gab es an der Stelle des heutigen Rauenbergs zwei Siedlungen: Wederswilre und Ruhenberg. Der Name Ruhenberg kommt vom mittelhochdeutschen ruh (struppiges Gebüsch, dichter Wald) und wandelte sich über Ruchemberg zum heutigen Rauenberg. Wederswilre hieß ursprünglich Wilre und war nach archäologischen Funden bereits im 10. Jahrhundert besiedelt. Es wird angenommen, dass spätestens um 1300 die Herren von Wider den Ort zu Lehen erhielten und der Name sich zu Widerswilre und später zu Werdersweiler entwickelte. Um 1317 erscheint Gerhard von Oßweiler als Ortsherr und blieb es für etwa drei Jahrzehnte. Im selben Jahr beginnt eine Urkunde mit In gotes namen amen. Wir Gerhart ein ridter genannt von Oiswil der da g(es)essen ist zu widers wilre....; in ihr wird Wedersweiler erstmals genannt.
Gegen 1400 wurde Ruhenberg aus nicht bekannten Gründen aufgegeben, Wedersweiler übernahm dessen Namen und die Gemarkungen beider Orte wurden zusammengelegt. Diese Entstehungsgeschichte bedingte ein langes Kondominat von mehreren Ortsherren. Erst 1677 erwarb das Hochstift Speyer den Ort komplett. Mit der Säkularisation 1803 kam Rauenberg zum Großherzogtum Baden.

### 20. Jahrhundert
Das Ende des Ersten Weltkriegs und der Zusammenbruch des Kaiserreichs 1918 veränderte das Alltagsleben in Rauenberg wie in vielen anderen politikfernen Gebieten zunächst nicht nachhaltig. Noch bis zum Jahr 1923 blieben nach den kriegswirtschaftlichen Vorschriften beispielsweise Kohle und Lebensmittel rationiert.
Bei der ersten Wahl zur Landesversammlung 1919 entfielen am Ort 80 Prozent der Stimmen auf die Zentrumspartei. Diese sollte auch bis zur Spätphase der Weimarer Republik die führende Partei in Rauenberg bleiben. Bei den letzten vier Landtagswahlen in den Jahren 1929–1930 stieg der Anteil der NSDAP-Wähler nach und nach auf 20 Prozent; der Stimmanteil der Zentrumspartei blieb mit am Ende der Weimarer Republik immer noch 70 Prozent verhältnismäßig hoch.
Mit der Machtergreifung Hitlers war die führende Stellung des Zentrums in Rauenberg beendet. Am 6. Juli 1933 legten alle Zentrumsmitglieder des Gemeinderates ihre Ämter „freiwillig“ nieder.
Im Zuge des „Gesetzes zur Verhütung erbkranken Nachwuchses“ wurden aus Rauenberg elf Personen zur Zwangssterilisation gemeldet. Im Frühjahr 1942 kam es darüber in Rauenberg zu Unruhen. Der katholische Pfarrer August Meier hatte in seiner Predigt aus dem sogenannten Möldersbrief zitiert und wurde daraufhin von der Gestapo verhaftet. Etwa hundert Rauenberger drangen anschließend ins Rathaus ein und forderten die Freilassung des Pfarrers. Nach massivem Polizeieinsatz wurden zehn Personen verhaftet und zu Haftstrafen zwischen vier und acht Monaten wegen Landfriedensbruch verurteilt. Der Pfarrer kam nach der Untersuchungshaft wieder frei und wurde in eine andere Pfarrei versetzt.
Nach dem Ende des Zweiten Weltkriegs stand Rauenberg unter amerikanischer Besatzung. Diese setzte im April 1945 einen kommissarischen Bürgermeister ein, der bis zum Juni den ersten Rauenberger Gemeinderat in der Nachkriegszeit ernannte. Anfang 1946 wurde dann der erste Gemeinderat frei gewählt, dabei entfielen 90 Prozent der Stimmen auf die CDU. Aufgrund der Kreisreform 1973 kam Rauenberg vom aufgelösten Landkreis Heidelberg zum Rhein-Neckar-Kreis.
Am 1. Januar 1975 wurde Rauenberg das Stadtrecht zuerkannt. Grund war nicht die Einwohnerzahl, sondern vielmehr die Geschichte des heutigen Stadtteils Rotenberg. Diesem hatte bereits 1338 Ludwig IV. der Bayer die Stadtrechte verliehen. 1975 lebten die Rechte wieder auf und gingen von Rotenberg auf die neue Einheitsgemeinde über.

### Eingemeindungen
Nicht ganz störungsfrei, aber doch freiwillig vollzog sich 1972 die Gemeindereform. Die Stadt Rotenberg schloss sich am 1. Januar an, nachdem sich ihre Bürger gegen eine Eingemeindung nach Mühlhausen entschieden hatten. Malschenberg kam am 1. April 1972 hinzu, nachdem die Bürger sich gegen eine Eingemeindung nach Malsch oder Wiesloch entschieden hatten. Nach den Eingemeindungen zählte Rauenberg knapp 6000 Einwohner. Man errichtete für die gemeinsame Ortsverwaltung in Rauenberg ein neues Rathaus, dort wo gegenüber der Kirche früher die Schule stand.

### Einwohnerentwicklung

Einwohnerentwicklung von Rauenberg von 1871 bis 2017

| Jahr      | 1871 | 1890 | 1910 | 1939 | 1950 | 1961 | 1970 | 1987 | 1991 | 1995 | 2000 | 2005 | 2010 | 2015 | 2020 |
| --------- | ---- | ---- | ---- | ---- | ---- | ---- | ---- | ---- | ---- | ---- | ---- | ---- | ---- | ---- | ---- |
| Einwohner | 2031 | 2214 | 2656 | 3263 | 4330 | 4910 | 5659 | 6018 | 6440 | 6914 | 7265 | 7528 | 7959 | 8593 | 8752 |

## Religionen
Wegen seiner Zugehörigkeit zum Hochstift Speyer (bis 1803) blieb Rauenberg von der Reformation unberührt. Auch heute noch ist die Stadt vorwiegend römisch-katholisch geprägt, in jedem der drei Stadtteile gibt es eine katholische Kirche mit eigener Pfarrgemeinde, die mit drei weiteren Gemeinden in der Seelsorgeeinheit Letzenberg zusammengefasst sind, die ihren Sitz in Rauenberg hat.
In Rauenberg steht die 1910 fertiggestellte St.-Peter-und-Paul-Kirche, als größte Kirche im Umkreis auch „Dom des Angelbachtals“ genannt. Im Stadtteil Rotenberg steht die 1806 vollendete Pfarrkirche St. Nikolaus und in Malschenberg die erst von 1979 bis 1982 erbaute St.-Wolfgangs-Kirche.
Die evangelische Paulusgemeinde wurde durch eine Strukturreform am 1. Juni 2011 neu geordnet und umfasst – nach Größe geordnet – die Gemeinden Rauenberg, Malsch, Rettigheim, Malschenberg und Rotenberg. Die Pfarrerin hält 14-täglich Gottesdienste für alle drei Stadtteile zentral im 1993 fertiggestellten evangelischen Gemeindehaus in Rauenberg ab. Erstmals in der über 700-jährigen Geschichte wohnt in Rauenberg ein evangelischer Geistlicher.
Zwischen der katholischen Seelsorgeeinheit und der evangelischen Gemeinde besteht im Unterschied zu den Gemeinden im Umland ein sehr gutes und enges ökumenisches Verhältnis.

## Politik

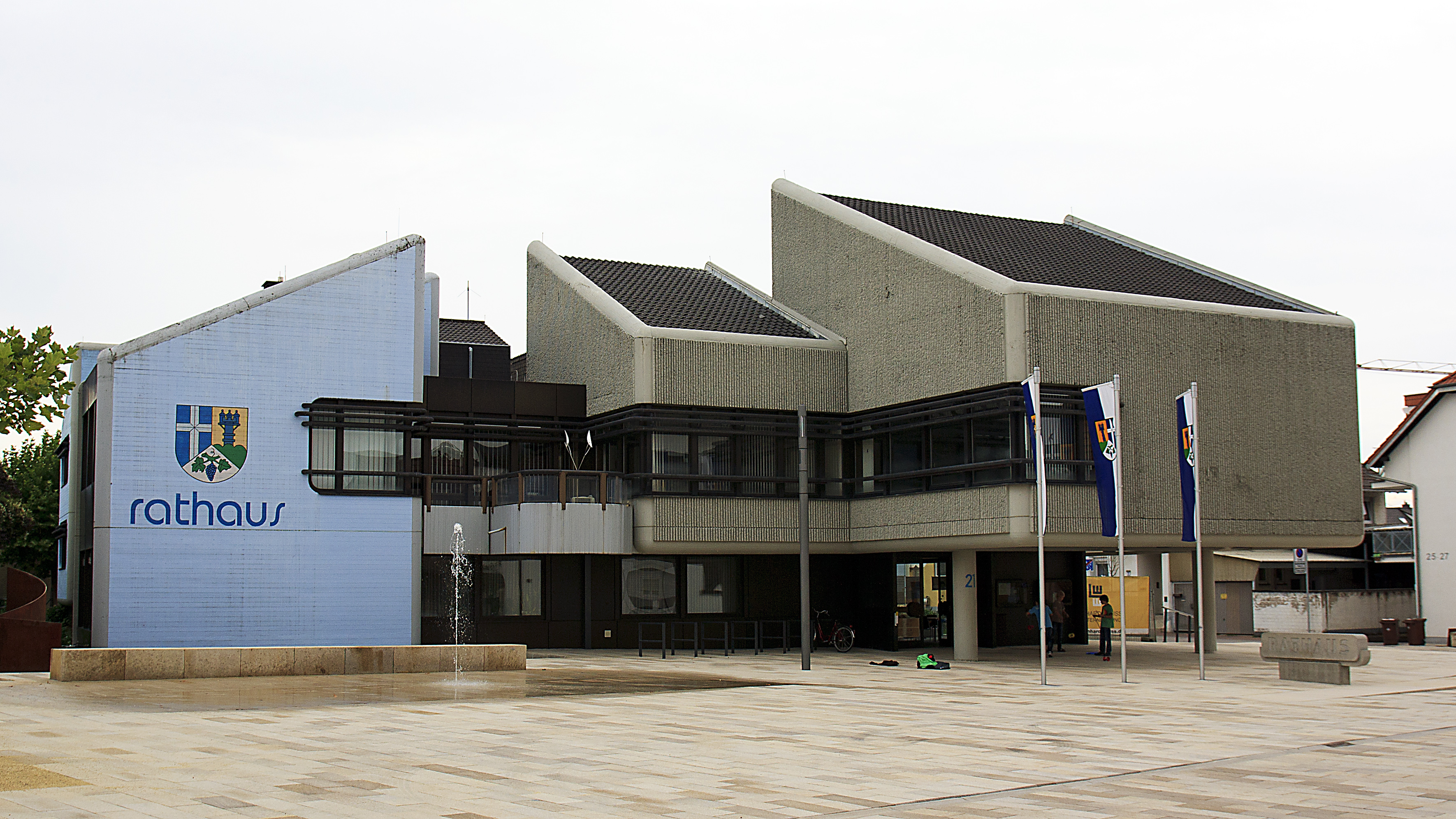
Rathaus Rauenberg

### Gemeinderat
In Rauenberg wird der Gemeinderat nach dem Verfahren der unechten Teilortswahl gewählt. Diese garantiert den Ortsteilen eine festgelegte Anzahl von Sitzen. Aus dem Hauptort Rauenberg kommen mindestens elf, aus Malschenberg fünf und aus Rotenberg zwei Gemeinderäte. Der Gemeinderat hat normalerweise 18 Mitglieder. Dabei kann sich die Zahl der Gemeinderäte durch Überhangmandate (Ausgleichssitze) verändern. 2024 besteht er aus 20 gewählten ehrenamtlichen Gemeinderäten und dem Bürgermeister als Vorsitzendem. Der Bürgermeister ist im Gemeinderat stimmberechtigt.
Die Kommunalwahl am 9. Juni 2024 führte zu folgendem Ergebnis.
| Parteien und Wählergemeinschaften | Parteien und Wählergemeinschaften            | % 2024  | Sitze 2024 | % 2019 | Sitze 2019 | Kommunalwahl 2024 %403020100 28,79 % (−4,21 %p)33,85 % (+7,05 %p)15,99 % (−1,31 %p)13,95 % (−0,35 %p)7,42 % (−1,18 %p) CDUFWGrüneSPDFDP20192024 |
| CDU                               | Christlich Demokratische Union Deutschlands  | 28,79   | 6          | 33,0   | 6          | Kommunalwahl 2024 %403020100 28,79 % (−4,21 %p)33,85 % (+7,05 %p)15,99 % (−1,31 %p)13,95 % (−0,35 %p)7,42 % (−1,18 %p) CDUFWGrüneSPDFDP20192024 |
| FW                                | Freie Wähler Landesverband Baden-Württemberg | 33,85   | 7          | 26,8   | 5          | Kommunalwahl 2024 %403020100 28,79 % (−4,21 %p)33,85 % (+7,05 %p)15,99 % (−1,31 %p)13,95 % (−0,35 %p)7,42 % (−1,18 %p) CDUFWGrüneSPDFDP20192024 |
| Grüne                             | Bündnis 90/Die Grünen                        | 15,99   | 3          | 17,3   | 3          | Kommunalwahl 2024 %403020100 28,79 % (−4,21 %p)33,85 % (+7,05 %p)15,99 % (−1,31 %p)13,95 % (−0,35 %p)7,42 % (−1,18 %p) CDUFWGrüneSPDFDP20192024 |
| SPD                               | Sozialdemokratische Partei Deutschlands      | 13,95   | 3          | 14,3   | 3          | Kommunalwahl 2024 %403020100 28,79 % (−4,21 %p)33,85 % (+7,05 %p)15,99 % (−1,31 %p)13,95 % (−0,35 %p)7,42 % (−1,18 %p) CDUFWGrüneSPDFDP20192024 |
| FDP                               | Freie Demokratische Partei                   | 7,42    | 1          | 8,6    | 2          | Kommunalwahl 2024 %403020100 28,79 % (−4,21 %p)33,85 % (+7,05 %p)15,99 % (−1,31 %p)13,95 % (−0,35 %p)7,42 % (−1,18 %p) CDUFWGrüneSPDFDP20192024 |
| gesamt                            | gesamt                                       | 100,0   | 20         | 100,0  | 19         | Kommunalwahl 2024 %403020100 28,79 % (−4,21 %p)33,85 % (+7,05 %p)15,99 % (−1,31 %p)13,95 % (−0,35 %p)7,42 % (−1,18 %p) CDUFWGrüneSPDFDP20192024 |
| Wahlbeteiligung                   | Wahlbeteiligung                              | 63,29 % | 63,29 %    | 62,3 % | 62,3 %     | Kommunalwahl 2024 %403020100 28,79 % (−4,21 %p)33,85 % (+7,05 %p)15,99 % (−1,31 %p)13,95 % (−0,35 %p)7,42 % (−1,18 %p) CDUFWGrüneSPDFDP20192024 |

In Malschenberg und Rotenberg sind Ortschaften im Sinne der baden-württembergischen Gemeindeordnung mit jeweils eigenem Ortschaftsrat und Ortsvorsteher als dessen Vorsitzendem eingerichtet.

### Bürgermeister
- 1946–1954: Franz Jardoth
- 1954–1971: Alois Rößler
- 1972–1979: Hans Menges
- 1979–2003: Werner Kummer
- 2003–2015: Frank Broghammer († 25. April 2015, verstorben im Amt)
- seit 2015: Peter Seithel

### Wappen
Die Blasonierung des Wappens lautet: Im Göpelschnitt geteilt; rechts oben in Blau ein durchgehendes, geschliffenes silbernes Kreuz, links in Gold auf grünem Dreiberg ein blauer Zinnenturm, unten in Silber an grünem Rebast mit zwei grünen Blättern eine blaue Traube. Die Flagge ist Blau-Weiß.
Die Flagge und das Wappen wurden 1984 vom Landratsamt Rhein-Neckar-Kreis verliehen. Es vereinigt mit dem Speyerer Kreuz für Rauenberg, der Traube für Malschenberg und dem Zinnenturm der Burg für Rotenberg die wichtigsten Elemente der drei alten Wappen.

## Kultur und Sehenswürdigkeiten

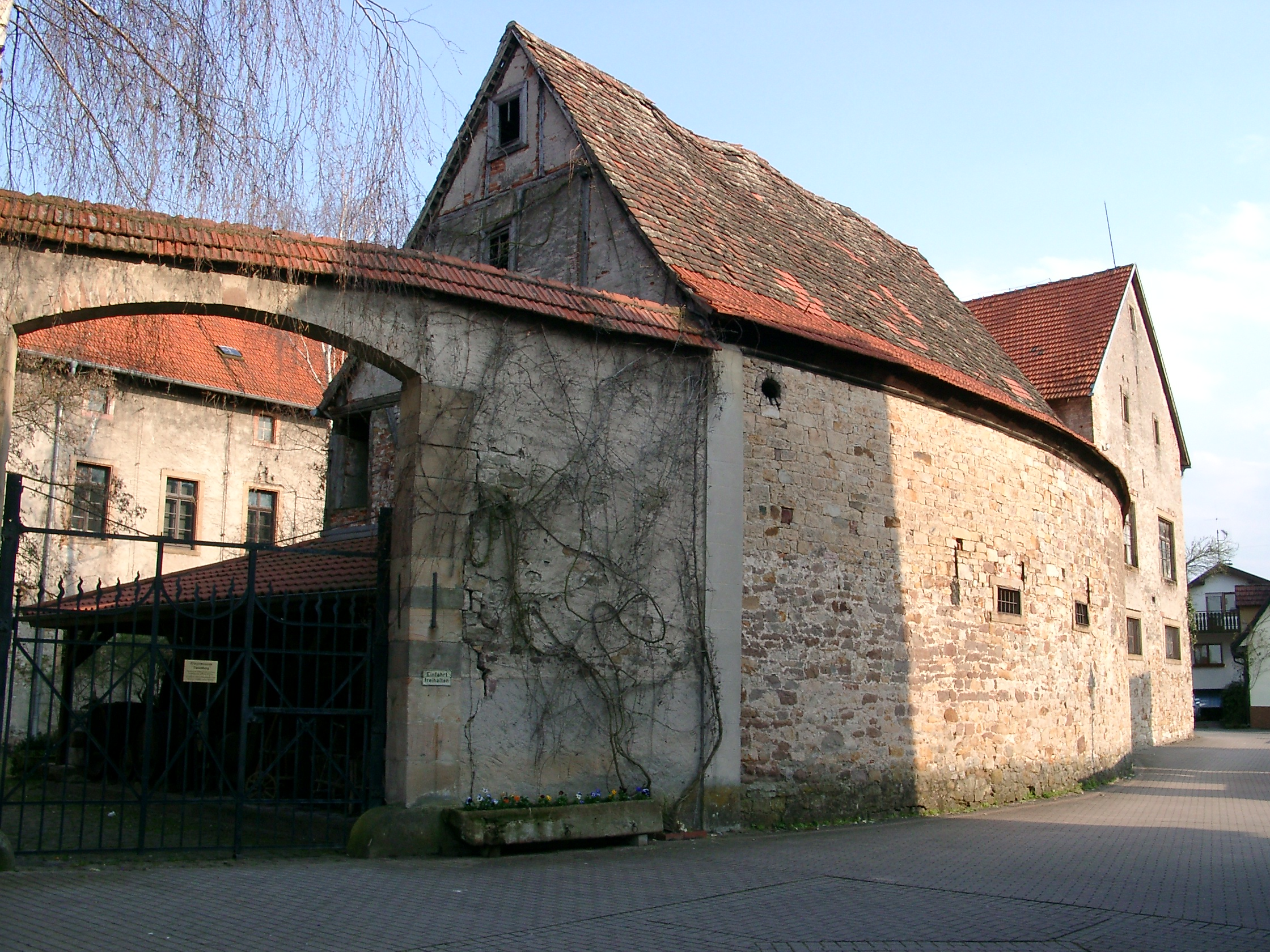
Winzermuseum in Rauenberg

### Museen
1986 öffnete das Winzermuseum Rauenberg im ehemals fürstbischöflichen Schloss seine Türen. Es zeigt zahlreiche Exponate zu den Themenschwerpunkten Weinbau und bäuerliches Dorfleben, darunter auch das Original des Rauenberger Bildstöckel, an dessen altem Aufstellungsort in der Flur Bildstöckel sich heute eine originalgetreue Kopie befindet.

### Gebäude
Die Kirche St. Peter und Paul, das Wahrzeichen der Stadt, ist inzwischen über 100 Jahre alt. Die Gemeinde feierte das Jubiläum vom 100. Jahrestag der Grundsteinlegung 2007 bis zum 100. Jahrestag ihrer Einweihung im Jahre 2010.

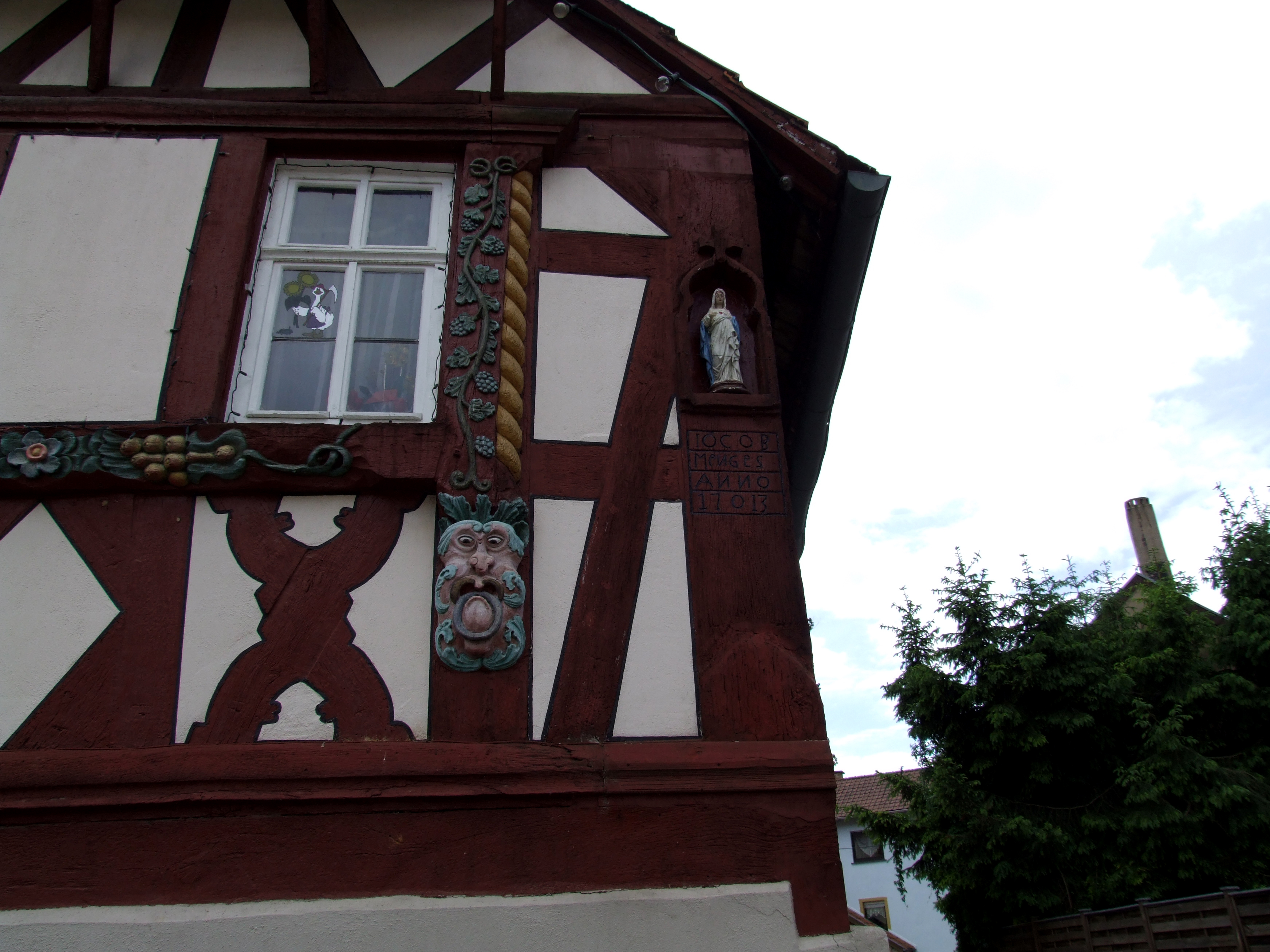
Fachwerkhaus mit dem Eckstein IOCOB MENGES 1713

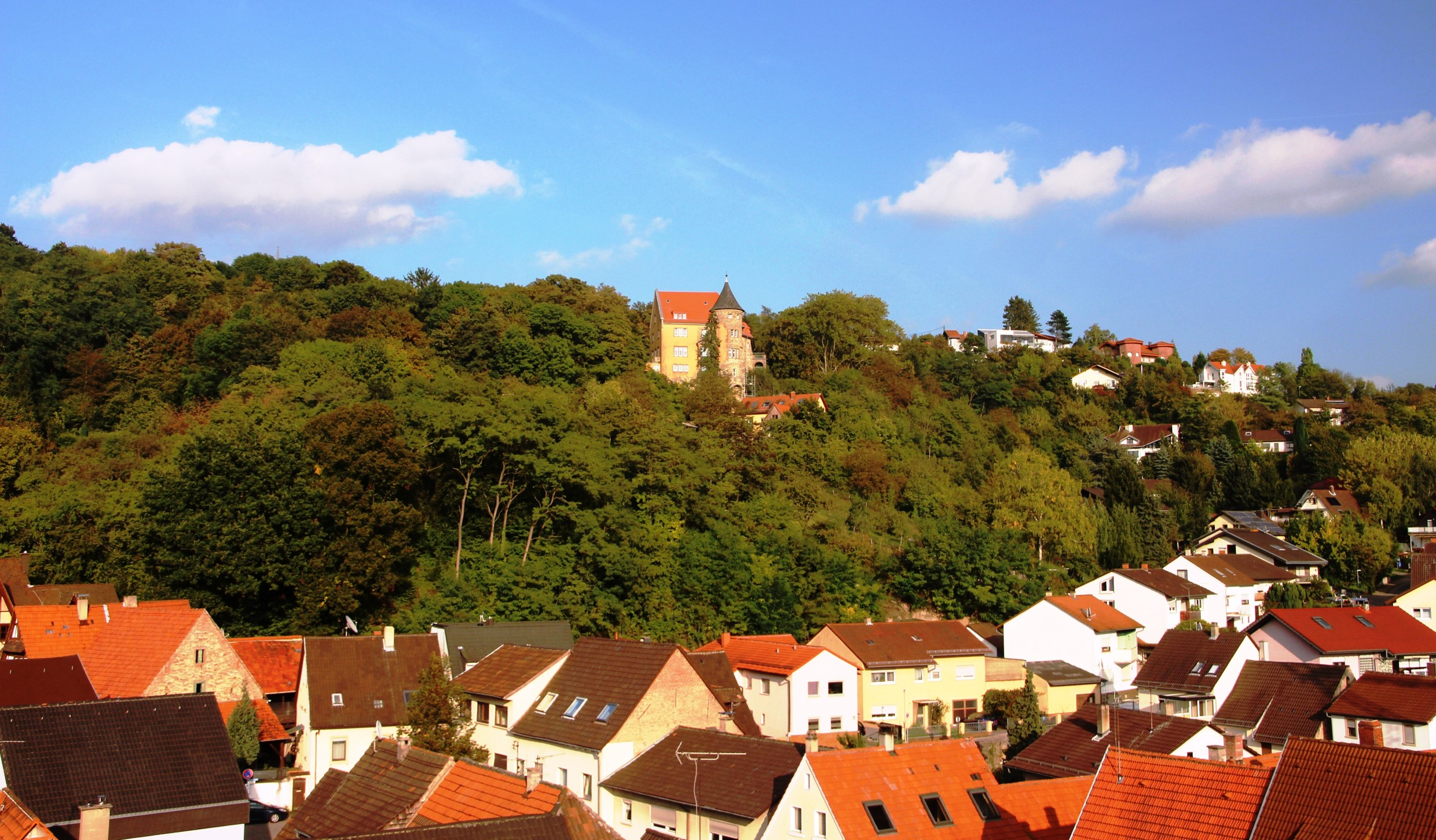
Das Schloss über Rotenberg

Der historische Ortskern im Stadtteil Rotenberg besteht aus drei Fachwerkhäusern, dem Rathaus und den beiden Häusern der Bauernfamilie Menges. Das älteste der dreien kann durch seinen Eckstein auf das Jahr 1713 datiert werden. Zusammen mit der Schlossbergquelle vor dem Rathaus, der über 200 Jahre alten St.-Nikolaus-Kirche im Nordwesten und dem Schloss am Berghang des Schlossberges im Nordosten ergibt sich eine prägnante Silhouette.

### Naturdenkmäler
In der Tongrube „Unterfeld“ zwischen Rauenberg und Wiesloch wurden zwei Kolibri-Fossilien gefunden, die mit einem Alter von über 30 Millionen Jahren die weltweit ältesten ihrer Art sind. Sie befinden sich heute im Naturkundemuseum Karlsruhe.

### Regelmäßige Veranstaltungen
Von regionaler Bedeutung ist die alljährlich am zweiten Wochenende im Oktober stattfindende Winzerkerwe,
das Malschenberger Portugieserfest im September sowie die Martini-Kerwe im November und der Weihnachtsmarkt vor dem ersten Advent im historischen Ortskern von Rotenberg.

### Tierpark Rauenberg
Der Angelbach-Tierpark in Rauenberg ist über 3 ha groß. Gepflegt und versorgt wird der Tierpark von den ehrenamtlichen Helfern des Vereins der Vogelfreunde Rauenberg e. V. Der Verein kümmert sich hauptsächlich um die Tiere und den Erhalt des Parks. Der Eintritt in den Park ist frei, es wird jedoch um eine Spende gebeten. Im Park befinden sich Spielgeräte, wie unter anderem die „Arche Noah“, ein großer Sandkasten, Schaukel und Rutsche.

## Wirtschaft und Infrastruktur
Rauenberg ist eine der größten Weinbaugemeinden Nordbadens. Die Lagen gehören zum Weinbaugebiet Baden.

### Verkehr
Die Stadt hat guten Verkehrsanschluss. Unmittelbar nördlich von Rauenberg selbst liegt die Autobahn-Ausfahrt Wiesloch-Rauenberg der Bundesautobahn 6 (Saarbrücken–Nürnberg), die hier west-östlich zieht. Senkrecht dazu quert von der Anschlussstelle an die Bundesstraße 39 das Stadtgebiet am Westrand von Rauenberg und Rotenberg und des Angelbachtals. Malschenberg liegt zwischen dieser Bundesstraße und der etwa in drei Kilometer Abstand zu ihr parallel ziehenden Bundesstraße 3 auf einem niedrigen Bergrücken.
Per Bus erreicht man Rauenberg mit der Verkehrsverbund Rhein-Neckar-Linie : Bahnhof Wiesloch-Walldorf – Wiesloch – Rauenberg – Rotenberg – Mühlhausen – Eichtersheim/Waldangelloch. Diese Linie trat an die Stelle des auf der früheren Bahnstrecke Wiesloch Stadt–Waldangelloch im Jahr 1980 eingestellten Personenverkehrs. Seit Dezember 2008 verkehrt werktags zu den Hauptverkehrszeiten zusätzlich ein Schnellbus zum Bahnhof Wiesloch-Walldorf. Ebenfalls im Dezember 2008 wurde die Linie Bahnhof Wiesloch-Walldorf – Frauenweiler – Malschenberg – Rauenberg neu eingerichtet. Der Stadtteil Malschenberg hat darüber hinaus Anschluss an die Buslinie Östringen – Malsch – Malschenberg – Wiesloch – Rot – St. Leon.
Durch eine Alltagsroute aus dem Radnetz Baden-Württemberg ist Malschenberg über Bad Schönborn und Ubstadt-Weiher mit Bruchsal und in der anderen Richtung mit Wiesloch und Walldorf verbunden. Die Route befindet sich westlich des Ortes an der Bundesstraße.
Durch Malschenberg und Rauenberg hindurch verläuft als Landes-Radfernweg der Badische Weinradweg. Er führt von Grenzach-Wyhlen am Hochrhein nach Laudenbach, dabei werden sieben der neun badischen Weinanbaugebiete untereinander verbunden. Die Route verläuft von Östringen über den Mühlhausener Ortsteil Rettigheim und Malsch nach Malschenberg und Rauenberg. Weiter führt sie über Wiesloch, Nußloch und Leimen nach Heidelberg.

### Bildung
Mit der Mannabergschule in Rauenberg, der Schlossbergschule in Rotenberg und der Brunnenbergschule in Malschenberg hat jeder Stadtteil eine Grundschule. Die weiterführenden Schulen liegen in den Nachbargemeinden: Die Werkrealschule in Mühlhausen und Dielheim, die Realschule, das Gymnasium, das Berufsschul- und das Sonderschulzentrum in Wiesloch.
Für die jüngsten Einwohner steht in jedem Stadtteil ein römisch-katholischer Kindergarten bereit, gemeinsam mit den beiden städtischen Einrichtungen in Rauenberg gibt es, beginnend bei Krippenplätzen, ein breites Angebot im Vorschulbereich.

## Persönlichkeiten

### Ehrenbürger
- 1953: Emil Bott (1882–1968), Inhaber der Ziegelwerke Bott
- 1957: Hans Rösch (1892–1988), Oberlandwirtschaftsrat, Initiator der Rebumstellung
- 1977: Georg Anton Schott (1907–1979), Gründer des Heimatvereins
- 1978: Otto Bott (1919–1994), Inhaber der Ziegelwerke Bott
- 1983: Alois Rößler (1913–1990), Bürgermeister von 1954 bis 1971
- 2001: Hermann Krug (1921–2013), langjähriger Ortsvorsitzender des VdK
- 2002: Gerhard Geißler (1935–2005), Konrektor der Mannabergschule, Heimathistoriker
- 2002: Karl-Heinz Zimmermann (1930–2015), langjähriger CDU-Gemeinderat und stellv. Bürgermeister
- 2003: Werner Kummer (1943–2016), Bürgermeister 1979–2003
- 2004: Hans-Dietrich Henschel (1917–2008), Vizepräsident der OPD Karlsruhe, Heimathistoriker
- 2007: Michael Sieber (* 1947), Mitglied des Landtags (CDU) und Staatssekretär im Ministerium für Wissenschaft und Kunst von Baden-Württemberg
- 2013: Hans Menges (1929–2017), Bauunternehmer
- 2014: Günter Hemmerich (1941–2021), langjähriger CDU-Gemeinderat und stellv. Bürgermeister
- 2016: Walter Kloé (* 1934), langjähriger CDU-Gemeinderat und Fraktionsvorsitzender

### Bekannte Persönlichkeiten der Stadt
- Franz Kirchgeßner (1803–1867), badischer Oberamtmann
- Michael Sieber (* 1947), Politiker (CDU)
- Karl Göckel (* 1957), im Stadtteil Malschenberg geborener Orgelbaumeister